# Тиргул-Вертюжень
Тиргул-Вертюжень (рум. Tîrgul Vertiujeni) — село у Флорештському районі Молдови. Утворює окрему комуну.

## Населення
За даними перепису населення 2004 року у селі проживали 1079 осіб.
Національний склад населення села:
| Національність       | Кількість осіб | Відсоток |
| -------------------- | -------------- | -------- |
| молдавани            | 947            | 87,8%    |
| українці             | 71             | 6,6%     |
| росіяни              | 45             | 4,2%     |
| болгари              | 1              | 0,1%     |
| поляки               | 1              | 0,1%     |
| інша / без відповіді | 14             | 1,3%     |
| Всього               | 1079           | 100%     |